# Paris enquêtes criminelles
Ред и закон: Париз француска је криминалистичка серија чија се радња одвија у Паризу. Премијера серије је била 3. маја 2007, а последња еизода је емитована 28. новембра 2008. Ово је шести „спиноф“ серије Ред и закон.

## Ликови
| Глумац       | Лик                    | Циклуси  | Циклуси | Циклуси |
| Глумац       | Лик                    | 1        | 2       | 3       |
| ------------ | ---------------------- | -------- | ------- | ------- |
| Венсан Перез | Венсан Ревел           | Главни   | Главни  | Главни  |
| Сандрин Риго | Клер Савињи            | Главни   | Главни  |         |
| Жак Патер    | Бонфоа                 | Главни   | Главни  |         |
| Елен Годек   | Судија Франсес Л'Ербје | Главни   |         |         |
| Лори Килинг  | Судија Фонтана         | Епизодни | Главни  | Главни  |
| Одри Лутен   | Мелани Русо            |          |         | Главни  |